# دايتشي تاغامي
دايتشي تاغامي (باليابانية: 田上 大地) (16 يونيو 1993 في تشيبا في اليابان – )؛ هو لاعب كرة قدم ياباني سابق كان يلعب كمدافع.

## وصلات خارجية
- دايتشي تاغامي على موقع رابطة كرة القدم اليابانية للمحترفين (اليابانية)
- دايتشي تاغامي على موقع قاعدة بيانات كرة القدم.إي يو (الإنجليزية)
- دايتشي تاغامي على موقع Soccerway.com (الإنجليزية)
- دايتشي تاغامي على موقع عالم كرة القدم.نت (الإنجليزية)